# Demain les mômes
Pour plus de détails, voir Fiche technique et Distribution.
Demain les mômes est un film de science-fiction français réalisé par Jean Pourtalé et sorti en 1976. Ce film met en scène un monde post-apocalyptique où n'ont survécu que quelques rares personnes isolées qui, ayant sombré dans la paranoïa et la sauvagerie, se livrent entre elles à une lutte pour la vie.

## Synopsis
Philippe et sa femme Suzanne vivent dans une petite maison isolée à la campagne. Leur petit mas est presque auto-suffisant, possède un puits, des réserves alimentaires, un petit groupe électrogène et même une station radio qui permet de trianguler la position d'autres survivants que Philippe rêve de rejoindre, mais Suzanne s'y oppose, préférant les certitudes de son "confort de survie" présent à celui d'hypothétiques retrouvailles futures. Les jours s’écoulent paisiblement pour le petit couple jusqu'à l'irruption d'une bande de rôdeurs, qui, ayant échoué à enlever et violer Suzanne, la tuent sous les yeux de Philippe qui n'aura pas le temps d'intervenir.
Après l'enterrement de sa femme, le désarroi et le relâchement s'installent. La fermette est négligée presque laissée à l'abandon. Suzanne n'étant plus là pour le retenir Philippe s'apprête à quitter sa maison pour se diriger vers une zone d'où provenaient des signaux radio quand apparaissent des enfants qui s'installent dans une grange à quelques distance de sa maison. Les enfants ne cherchent pas le contact, mais leur arrivée stimule Philippe à se ressaisir et à reprendre son activité. En outre, ils semblent étrangement immunisés contre le mal qui a décimé la population, une sorte de sifflement strident qui tue dans d'atroces souffrances ceux qui le perçoivent.
Philippe les observe et essaye de les approcher en leur offrant des "cadeaux" tandis qu'ils remettent d'eux-mêmes le potager en état et tendent des pièges pour capturer du petit gibier. Ils arrivent encore plus nombreux et acceptent la nourriture que leur donne Philippe, mais jamais ils ne lui parlent, comme s'il n'existait pas, à moins que l'un d'eux décide de passer son temps libre, entre deux corvées, à l'étudier comme une curiosité zoologique, toujours sans mot dire.
Les enfants sont accompagnés d'une sorte de clochard un peu attardé, Pierrot, qui semble être le seul adulte toléré parmi eux et à réagir aux tentatives d'approche de Philippe. À la suite d'un accident où l'un des enfants tombe du faîte de la grange et est sommairement secouru par Philippe, l'homme lui adresse cet avertissement mystérieux "faut pas rester là. Partez d'ici immédiatement !" mais Philippe se refuse à comprendre.
Esseulé et frustré par l'absence de dialogue, voulant désespérément forcer le contact, Philippe met intentionnellement le feu à la grange afin de les contraindre à s'installer avec lui dans la maison, dans l'espoir de devenir une sorte de patriarche pour eux.
Progressivement, un malaise s'installe, Philippe se rend compte que ces enfants, parfaitement autonomes et jaloux de leur indépendance, n'éprouvent que du mépris et de l'hostilité envers les adultes qu'ils considèrent comme responsables de la destruction du monde et que sa vie est en danger.
Il réalise qu'il assiste à l'avènement d'un nouvel ordre mondial impitoyable où il n'aura plus sa place demain : les mômes.

## Fiche technique
- Réalisation : Jean Pourtalé
- Scénario et dialogues : Raymond Lepoutre, Jean Pourtalé et Franck Vialle
- Musique : Éric Demarsan
- Photographie : Jean-Jacques Rochut
- Année de production : 1975
- Durée : 90 minutes
- Genre : science-fiction
- Pays de production :  France
- Date de sortie :
  - France : 18 août 1976

## Distribution
- Niels Arestrup : Philippe
- Brigitte Roüan : Suzanne
- Michel Esposito : Pierrot
- Emmanuelle Béart : Lila